# کیم جی وون (بازیگر)
کیم جی وون (کره‌ای: 김지원؛ زادهٔ ۱۹ اکتبر ۱۹۹۲) بازیگر اهل کره جنوبی است. او با بازی در مجموعه‌های تلویزیونی وارثان (۲۰۱۳) و نسل خورشید (۲۰۱۶) مورد توجه قرار گرفت و سپس نقش اصلی در مجموعه‌های تلویزیونی مبارزه برای راهم (۲۰۱۷)، سرگذشت آسدال (۲۰۱۹)، دلباخته در شهر (۲۰۲۰)، خاطرات رهایی من (۲۰۲۲) و ملکهٔ اشک‌ها (۲۰۲۴) ایفا کرد.

## سنین جوانی و تحصیل
کیم جی وون در ۱۹ اکتبر ۱۹۹۲ در سئول متولد شد و یک خواهر بزرگتر دارد که دو سال از او بزرگتر است. وی پس از فارغ‌التحصیلی از دبیرستان، تحصیلات خود را در رشته نمایش دنبال کرد.

## فیلم‌شناسی

### فیلم
| سال  | عنوان                       | نقش        | توضیحات     | منابع |
| ---- | --------------------------- | ---------- | ----------- | ----- |
| ۲۰۱۱ | بهشت عاشقانه                | چوی می می  |             |       |
| ۲۰۱۲ | داستان‌های ترسناک            | کیم جی وون | بخش: «آغاز» |       |
| ۲۰۱۳ | داستان‌های ترسناک            | سا تان هی  | بخش: «فرار» | [ ۴ ] |
| ۲۰۱۸ | کارآگاه کی: راز مردگان زنده | وول یونگ   |             |       |

### مجموعه تلویزیونی

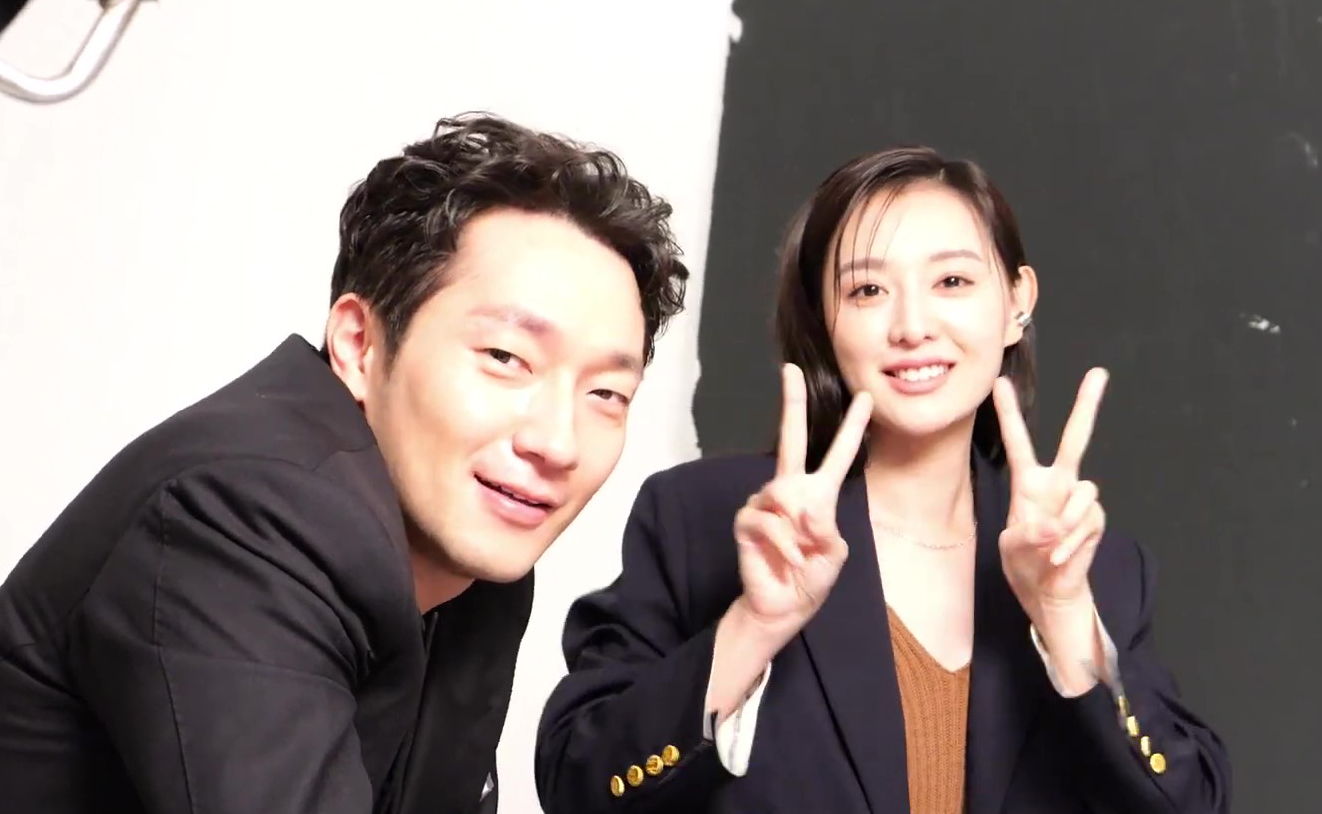
کیم جی وون و همبازی او در خاطرات رهایی من، سون سوک کو، برای ماری کلر در سال ۲۰۲۲

| سال  | عنوان                    | نقش          | توضیحات                          | منابع  |
| ---- | ------------------------ | ------------ | -------------------------------- | ------ |
| ۲۰۰۸ | خانم سایگون              | هه ریون      |                                  |        |
| ۲۰۱۱ | ضربه عالی انتقام پاکوتاه | کیم جی وون   |                                  |        |
| ۲۰۱۱ | چه خبر                   | پارک ته یی   |                                  |        |
| ۲۰۱۲ | به زیبایی تو             | سول هان نا   |                                  | [ ۵ ]  |
| ۲۰۱۳ | وارثان                   | ریچل یو      |                                  |        |
| ۲۰۱۳ | انتظار برای عشق          | چوی سه روم   |                                  | [ ۶ ]  |
| ۲۰۱۴ | چرا دارم ازدواج می‌کنم    | کیم جی یونگ  | درامای ویژه کی‌بی‌اس               | [ ۷ ]  |
| ۲۰۱۴ | گپ دونگ                  | ما جی وول    |                                  | [ ۸ ]  |
| ۲۰۱۵ | هویت پنهان               | مین ته هی    | حضور افتخاری (قسمت‌های ۱–۲، ۹–۱۰) | [ ۹ ]  |
| ۲۰۱۶ | نسل خورشید               | یون میونگ جو |                                  |        |
| ۲۰۱۷ | مبارزه برای راهم         | چوی ئه را    |                                  |        |
| ۲۰۱۸ | آقای آفتاب               | هی جین       | حضور افتخاری (قسمت ۱)            |        |
| ۲۰۱۹ | سرگذشت آسدال             | تانیا        |                                  | [ ۱۰ ] |
| ۲۰۲۲ | خاطرات رهایی من          | یوم می جونگ  |                                  | [ ۱۱ ] |
| ۲۰۲۴ | ملکهٔ اشک‌ها               | هونگ هه این  |                                  | [ ۱۲ ] |

### مجموعه اینترنتی
| سال       | عنوان          | نقش                     | منابع  |
| --------- | -------------- | ----------------------- | ------ |
| ۲۰۱۴      | یک روز آفتابی  | دختر (کیم جی هو)        |        |
| ۲۰۲۰–۲۰۲۱ | دلباخته در شهر | لی اون اوه / یون سون آه | [ ۱۳ ] |

### میزبان
| سال  | عنوان               | توضیحات                        | منابع  |
| ---- | ------------------- | ------------------------------ | ------ |
| ۲۰۱۶ | جوایز درامای کی‌بی‌اس | همراه جون هیون مو و پارک بوگوم | [ ۱۴ ] |